# Psoralea australasica
Psoralea australasica är en ärtväxtart som beskrevs av Diederich Franz Leonhard von Schlechtendal. Psoralea australasica ingår i släktet Psoralea och familjen ärtväxter. Inga underarter finns listade i Catalogue of Life.